# 高弼 (前燕)
高弼，五胡十六国時代前燕官员，遼東郡人。
高弼在前燕为官，被任命为吴王慕容垂典書令。358年十二月，皇后可足渾氏命中常侍涅皓囚禁慕容垂的妻子段夫人，高弼与段夫人行巫蠱的罪名将其囚禁。高弼和段夫人没有屈服于酷刑。两人均不承认罪行，慕容垂因此被免罪。高弼出狱，段夫人却死在狱中。
后来，他被任命为郎中令。369年十一月，車騎大将軍慕容垂担心自己会被太傅慕容評、皇太后可足渾氏清洗，决定离开前燕。高弼、继室段夫人、世子慕容令、和小儿子慕容宝、慕容农、慕容隆、侄子慕容楷、舅蘭建逃往前秦。
370年十一月，前燕灭亡，慕容垂随前秦天王苻堅入邺城。慕容垂见到前燕的公卿大夫、过去的僚属官吏后，面有怒色。高弼进言说：“大王有英杰的才能，遭无妄之运，滞留外国。这是鸿渐之始，龙变之初，愿以仁慈之心加以安慰。如今虽然国家倾覆，怎知不是中兴的开始。对国家的故旧元老，应以江海的宽广心胸，才能安慰笼络众心，奠定光复基础，成就宏大功业，为何因愤怒而将他们抛弃，我窃以为大王的态度不足取。”慕容垂高兴，听从了他的意见。